# Guinusia chabrus
Guinusia chabrus is een krabbensoort uit de familie Plagusiidae. De wetenschappelijke naam is gepubliceerd in 1758 door Linnaeus in de tiende editie van Systema naturae.